# Chalid al-Asad
Chalid Muhammad al-Asad, Khaled Assad, Khaled al-Asaad (arab. خالد محمد الأسعد, Ḫālid Muḥammad al-Asʿad; ur. w 1932 w Palmyrze, zm. 18 sierpnia 2015 tamże) – syryjski archeolog i wykładowca. Był dyrektorem muzeum Palmyry od 1963 roku aż do przejścia na emeryturę w 2003 roku. Otrzymał Krzyż Oficerski Orderu Zasługi Rzeczypospolitej Polskiej w 1999 roku. Zginął zamordowany przez dżihadystów z Państwa Islamskiego 18 sierpnia 2015 roku.

## Prace archeologiczne
Uważany za pioniera syryjskiej archeologii. Odkrywca wielu zabytkowych cmentarzysk w tym jednego bizantyjskiego w ogrodzie muzeum Palmiry. Zajmował się zawodowo wykopaliskami i konserwacją Palmiry. Był jej naczelnym konserwatorem przez czterdzieści lat począwszy od 1963 roku. Współpracował z niemieckimi, amerykańskimi, francuskimi, polskimi i szwajcarskimi misjami archeologicznymi.
Ukoronowaniem jego pracy było wpisanie Palmiry na listę światowego dziedzictwa UNESCO. W 2003 roku, wraz z polsko-syryjską ekipą odkrył mozaikę z III wieku n.e. przedstawiająca bitwę człowieka z uskrzydlonym zwierzęciem, którą określił jako „jedno z najcenniejszych odkryć Palmiry”. W 2001 roku obwieścił odkrycie 700 srebrnych monet z VII wieku n.e. z wizerunkami królów Chosrowa I i Chosrowa II z dynastii Sasanidów, panujących w Persji przed arabskim podbojem.
Jego syn Walid przejął prace ojca w Palmirze, gdy ten odszedł na emeryturę. Został on aresztowany wraz z ojcem w sierpniu 2015 roku, jego los pozostaje nieznany.